# Yun Hyu

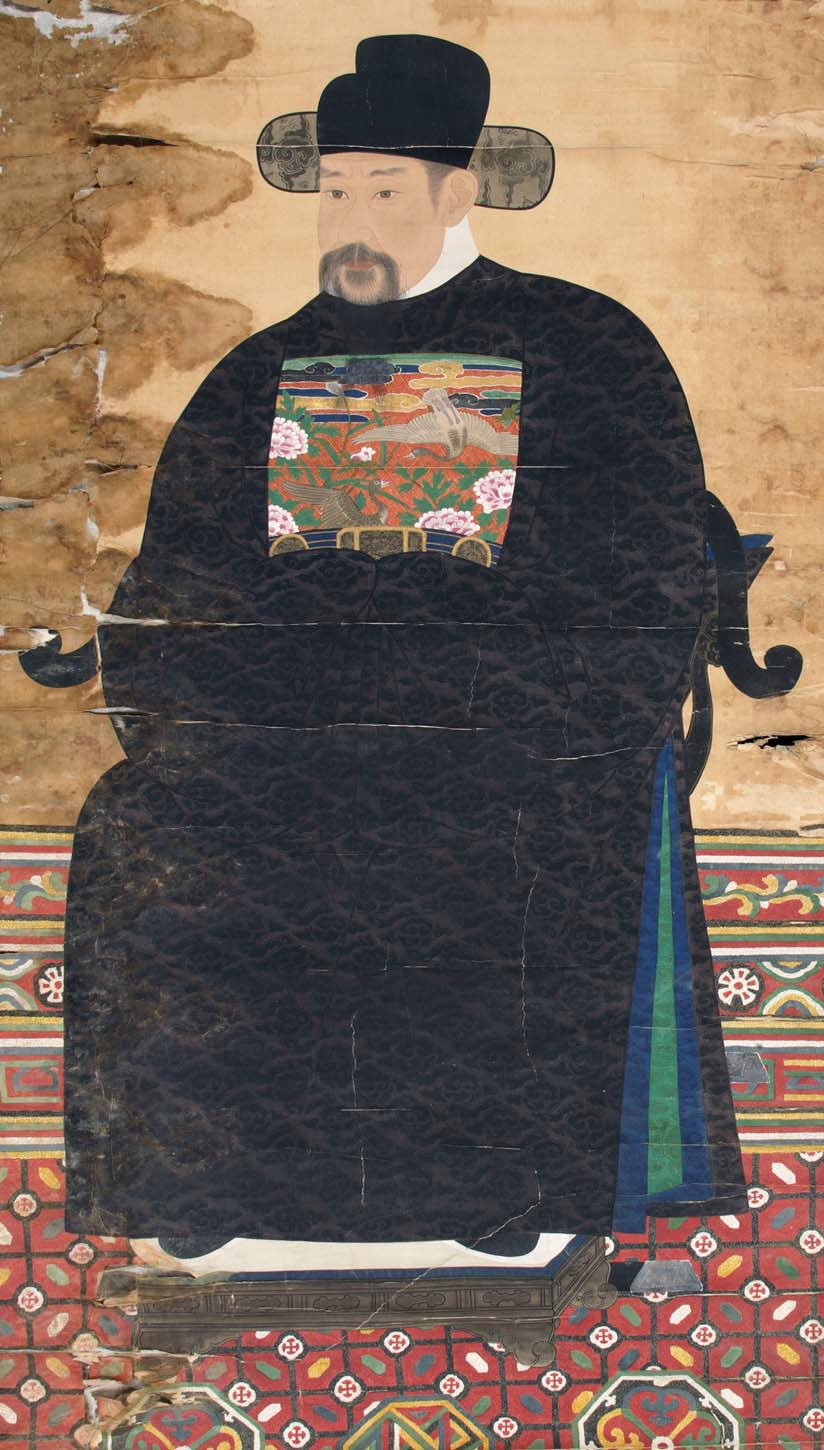
Yun Hyu

Yun Hyu (* 14. Oktober 1617 in Seoul; † 20. Mai 1680) war ein koreanischer Philosoph, Dichter, Politiker und Künstler. Er war Anführer der politischen Fraktion Namin (남인). Pseudonyme waren Baikho (백호) und Haheon (하헌).
1660 wurde er zur Hauptfigur einer Kontroverse über die Trauerrituale um König Hyojong. 1674 war er wiederum in eine Kontroverse verwickelt, dieses Mal über den Tod der Königin Inseon. 1680 wurde ihm nach einer langen öffentlichen Debatte mit Song Si-yeol von König Sukjong befohlen, Selbstmord zu begehen.

## Werke
- Baikhojunseo (백호전서 ‚Weiße Tiger-Schriftrolle‘, 白湖全書 ‚Komplettes Baekho-Buch‘)
- Baikhodokseogi (백호독서기 ‚Baekho-Lesebuch‘, 白湖讀書記 ‚Baekho-Manuskript‘)
- Juryeseol (주례설 Festpredigt, 周禮說 ‚Das Buch von Zhou‘)
- Hongbeomseol (홍범설, 洪範說)
- Jungyongdaehakhoosul (중용대학후설 ‚Zhongyong-Universität‘, 中庸大學後說 ‚Zhongyong-Universität für Wissenschaft und Technologie‘)
- Jungyongseol (중용설 ‚Mittel‘, 中庸說 ‚Lehre vom Mittelwert‘)
- Bailhojip (백호집 ‚Haus des weißen Tigers‘, 白湖集 ‚Weißer-See-Set (math.)‘)